# Las tempestálidas
Las tempestálidas (en búlgaro: Времеубежище, romanizado: Vremeubezhishte) es una novela de 2020 del autor búlgaro Gueorgui Gospodínov. En 2021, la versión italiana de la novela, titulada Cronorifugio y traducida por Giuseppe Dell'Agata, recibió el Premio Strega.  En 2023, la versión en inglés de la novela, traducida por Angela Rodel, se convirtió en la primera novela en idioma búlgaro en ser nominada y ganar el Premio Internacional Booker.   El premio de 50.000 libras esterlinas se repartió a partes iguales entre Gospodínov y Rodel. 

## Trama
La novela sigue a un narrador anónimo y a Gaustine, una psiquiatra que crea una clínica para personas con la enfermedad de Alzheimer en Zúrich.  Cada piso de la clínica recrea una década con gran detalle, con el objetivo de transportar a los pacientes al pasado para revisitar sus recuerdos. Con la tarea de recolectar artefactos del pasado para la clínica, el narrador viaja a través de diversos países.   Pronto, las personas sanas acuden a la clínica para huir de sus vidas monótonas y la idea se generaliza cuando se abren más clínicas. Se celebran referendos en toda Europa para decidir en qué última década debería vivir cada país en el futuro.  

## Desarrollo
Las tempestálidas es la tercera novela de Gospodinov publicada en inglés.  En una entrevista con The Booker Prizes, Gospodinov reveló que su inspiración provino del ascenso del movimiento populista en 2016, así como del Brexit, y que su escritura fue influenciada por los escritores Thomas Mann y Jorge Luis Borges.  La novela tardó casi tres años en escribirse y alrededor de seis meses en traducirse al inglés. La clínica está inspirada (aunque no modelada) en el sanatorio de Davos, Suiza, que es el escenario de La montaña mágica (1924) de Thomas Mann. En esta novela, el personaje principal realiza una visita de tres semanas a su primo en el sanatorio y termina quedándose allí durante siete años. 

## Recepción

### Recepción de la crítica
En 2022, la novela fue nombrada uno de los mejores libros del año por la revista The New Yorker.  Kirkus Reviews describió Las tempestálidas como "un hilo ambicioso, peculiar, que dobla el tiempo",  mientras que la ganadora del Premio Nobel Olga Tokarczuk describió la obra como "el tipo de literatura más exquisita, sobre nuestra percepción del tiempo y su paso, escrita en un estilo magistral y totalmente impredecible".  En su reseña, The Guardian comentó "desde el comunismo hasta el referéndum del Brexit y el conflicto en Europa, esta divertida pero aterradora novela búlgara explora la utilización de la nostalgia como arma". 

### Premios y reconocimientos
En 2021, la traducción italiana de Las tempestálidas recibió el Premio Strega, el galardón literario más prestigioso de Italia. Esta victoria marcó la primera vez que el premio se otorga a un escritor  de Europa del Este. 
En 2023, la traducción al inglés de la novela recibió el Premio Internacional Booker. Leïla Slimani, presidenta del jurado, describió la novela como "una novela brillante, llena de ironía y melancolía".  La novela fue finalmente elegida de una lista corta de seis libros.  Al ganar el premio, el autor Gospodinov comentó: "comúnmente se supone que los 'grandes temas' están reservados para las 'grandes literaturas', o literaturas escritas en grandes lenguas, mientras que las lenguas pequeñas, de alguna manera por defecto, se quedan con lo local y lo exótico. Premios como el Premio Internacional Booker están cambiando ese status quo, y esto es muy importante".  